# Benoît Faure

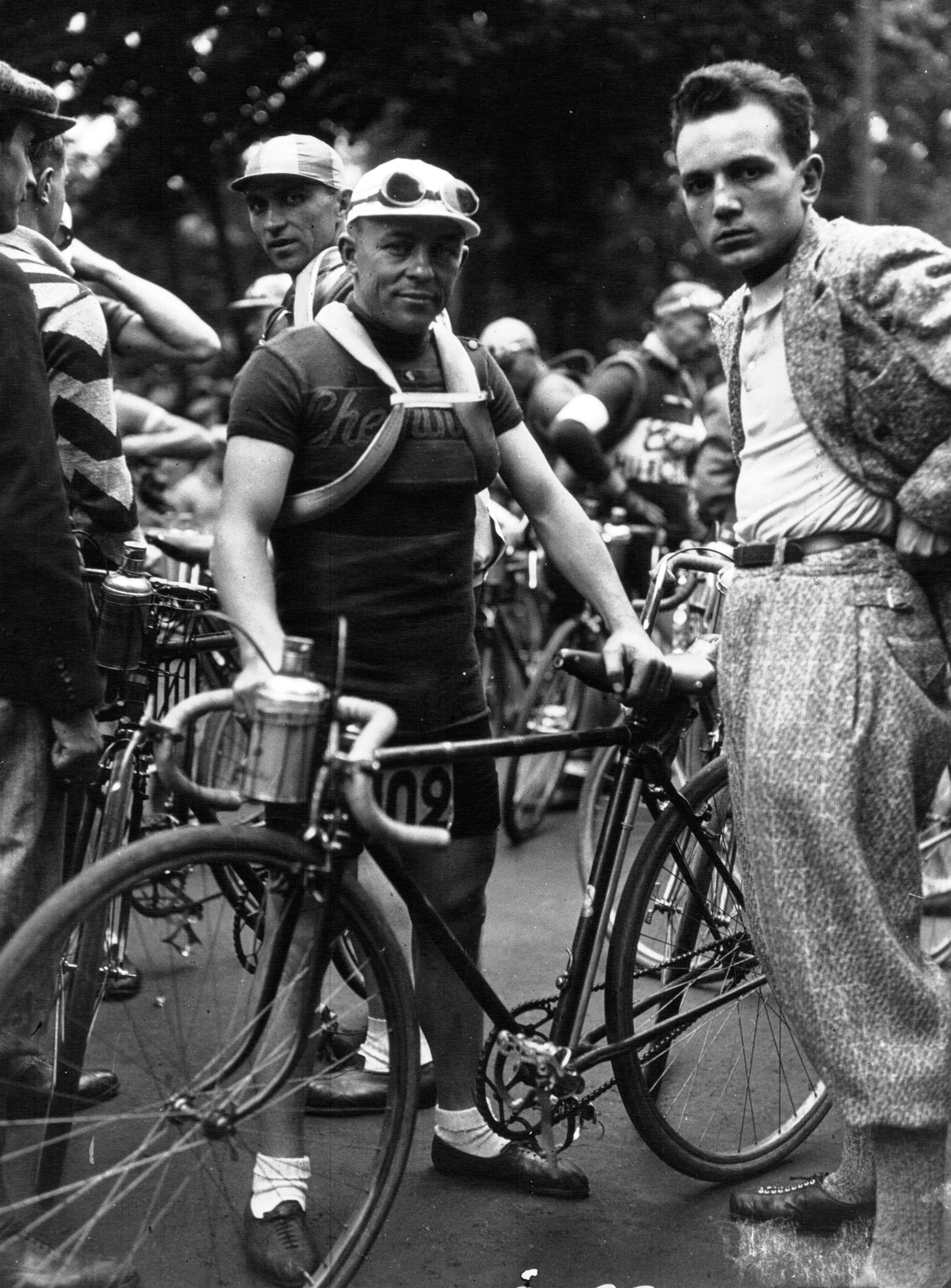
Benoît Faure 1932

Benoît Faure (* 11. Januar 1899 in Saint-Marcellin-en-Forez; † 16. Juni 1980 in Montbrison) war ein französischer Radrennfahrer.

## Sportliche Laufbahn
Faure wurde 1925 Unabhängiger und 1926 Berufsfahrer im Radsportteam Météore-Wolber. Er blieb bis 1971 aktiv. Von 1946 bis 1951 fuhr er in einem Team, das seinen Namen trug: Benoit Faure-Wolber. Sein bedeutendster Erfolg war der Etappensieg in der Tour de France 1929. Er gewann Eintagesrennen wie den Circuit de l’Allier 1928, Lyon–Genf–Lyon und Circuit du Mont-Blanc 1930, Paris–Caen 1932, Bourg–Genf–Bourg 1934, Paris–Nantes und den Grand Prix d’Issoire 1936, Paris–Angers 1937, Marseille–Toulon–Marseille und Saint-Etienne–Lyon 1938, Valence–Annecy und den Grand Prix de Nice 1943.
Faure konnte auch einige kleinere Etappenrennen gewinnen. Er siegte im Grand Prix d’Aix-les-Bains 1929, im Circuit du Bourbonnais 1930, in der Tour de Corrèze 1934 sowie im Critérium International 1941.
Etappensiege holte Faure in den Rundfahrten Tour du Sud-Est 1928 (vierfach), im Grand Prix d’Aix-les-Bains 1929, im Circuit du Bourbonnais 1930 (dreifach), in der Tour de Suisse 1935 (zweifach).
Zweiter wurde er in den Rennen Paris–Bourganeuf 1926, im Circuit du Mont-Blanc 1927, in der Tour du Sud-Est, bei Paris–Limoges und im Circuit du Mont-Blanc 1928, im Circuit du Cantal 1929, Nice–Mont Agel 1930, im Circuit de l’Allier 1932, Marseille–Lyon 1933, Trophée des Grimpeurs 1937, Circuit de l’Indre 1937. In der nationalen Meisterschaft im Straßenrennen wurde Faure 1943 Zweiter hinter Paul Maye.
Siebenmal bestritt er die Tour de France. 1926 wurde er 23., 1929 15., 1930 8., 1931 13., 1932 12. und 1935 12. der Gesamtwertung. 1933 war er ausgeschieden.

## Familiäres
Sein Bruder Eugène Faure war ebenfalls Radprofi.